# Fueros de Calatayud
Los Fueros de Calatayud fueron los fueros concedidos por el rey Alfonso I de Aragón el Batallador a la ciudad de Calatayud el 26 de diciembre de 1131.

## Contenido
Las disposiciones fueron:
- Condonación de penas a los repobladores que no hubieran cometido ningún delito.
- El gobierno dependía de un corregidor de nombramiento real no vitalicio.
- Las villas dependían en lo militar y jurídico de Calatayud, pero tenían autonomía para formar la Comunidad de aldeas de Calatayud.
- La nobleza, escasa, tenía poco poder.
- Las iglesias eran patrimoniales.
- La justicia era impartida por unos regidores, uno por semana. Si el asunto era grave, intervenía el juez de Calatayud
- Las dehesas eran comunales y tenía derecho a pacer el ganado cualquiera de la comunidad de villas.

## Manuscritos
El original de los Fueros de Calatayud y la Bula de Lucio III (1182) se encontraban en tal mal estado, que en el siglo XIII el rey Alfonso III de Aragón ordenó que el manuscrito fuera restaurado, confirmando de nuevo los Fueros. No se conserva este documento original, habiendo quedado tan sólo una serie de bellas copias:
- Una copia en el Archivo de Barcelona (abreviatura Barch).
- Una copia de 1554 ordenada por la Justicia de Aragón y conservada en el Archivo parroquial de Calatayud.
- La edición de Don Muñoz (abreviatura MZ).
- La edición de Bofarull (abreviatura B).
- Una copia que tenía Don Miguel Monterde (abreviatura Mont).